# MX2
MX2 és una de les dues categories (o classes) en què es disputa el Campionat del Món de motocròs. Juntament amb dues més (MX1 i MX3), fou introduïda per la FIM el 2004 i venia a substituir la històrica categoria dels 125cc, essent, per tant, la més lleugera de les tres. MX és l'acrònim anglès de Moto Cross.

## Reglament
La categoria MX2 admet motocicletes equipades amb un motor de dos temps fins a 125 cc o bé un motor de quatre temps fins a 250 cc. Els participants han de tenir una edat mínima de 15 anys. El 2010 es fixà un límit d'edat màxima de 23 anys per als pilots de la categoria i, a més, s'establí que no s'hi poden aconseguir més de dos títols de Campió del Món (un cop assolits, es passa automàticament a MX1). Un cop a la categoria MX1, un pilot ja no pot tornar a MX2.
Les plaques porta-números de la motocicleta han de ser negres amb els números blancs, tal com passava amb l'antiga categoria dels 125 cc. Com a excepció comuna a totes les categories, el Campió del Món vigent porta les plaques de color vermell amb números blancs al primer Gran Premi de la temporada. Aquesta norma s'aplica també al líder del Campionat en cada Gran Premi.

## Grans Premis

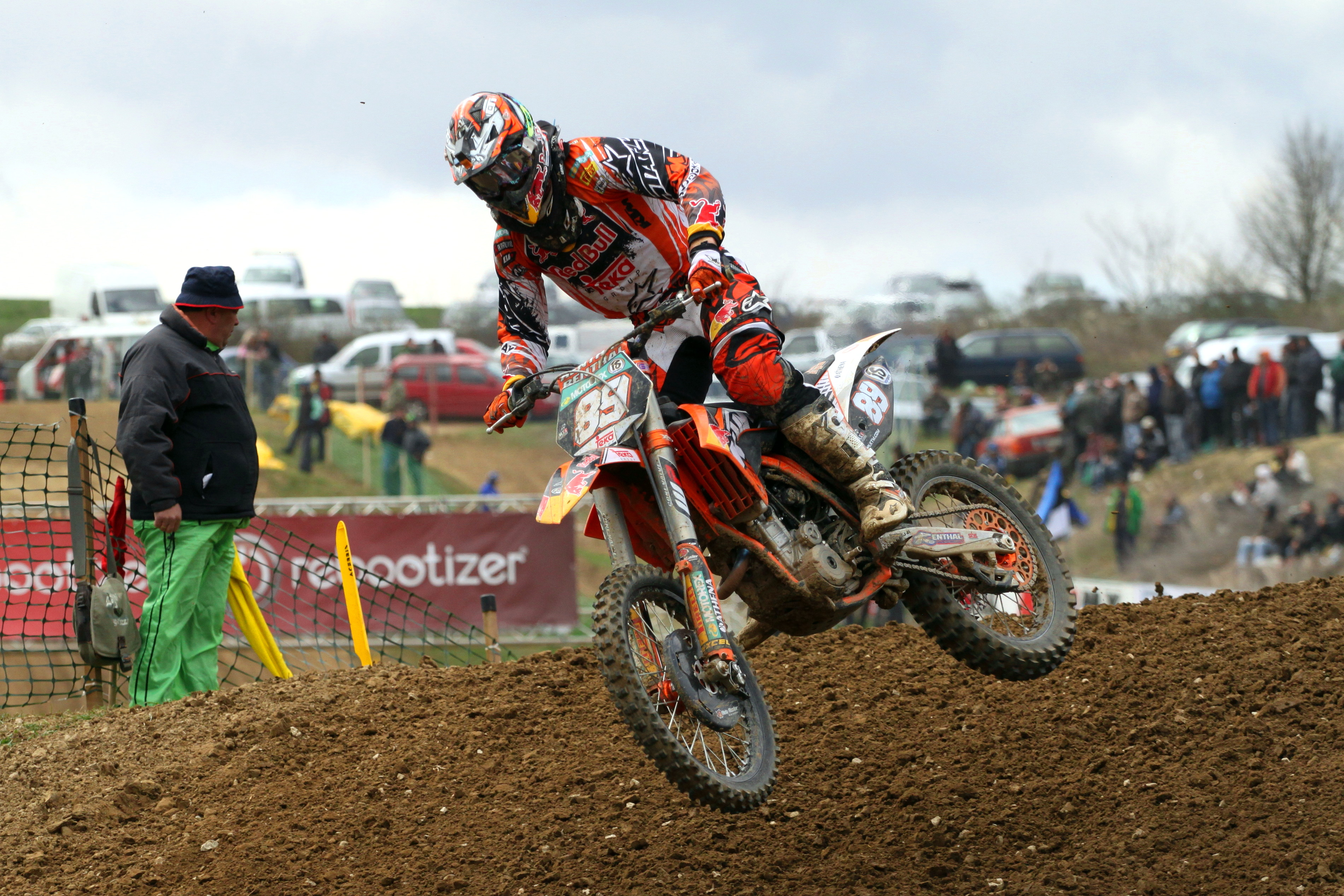
Jeremy van Horebeek en una de les mànegues de MX2 del GP de Bulgària de 2011

La reformulació de les tres classes històriques del mundial que s'aplicà el 2004 va provocar canvis també en l'estructura dels Grans Premis. Des de la dècada del 1990, la situació inicial havia anat variant i s'havia passat dels primers Grans Premis especialitzats en cilindrades (cadascun se centrava en una de les tres, 125, 250 o 500cc), als darrers Grans Premis "triples", on el mateix dia s'hi corrien les mànegues de totes tres cilindrades. Amb l'entrada en vigor de les noves classes, als Grans Premis s'hi van passar a córrer dues mànegues de les dues principals (MX1 i MX2) el mateix dia, mentre que l'altra, MX3, restà segregada i passà a tenir el seu propi calendari, amb Grans Premis específics en dates i circuits diferents.
Del 2011 al 2013, dins els Grans Premis de MX3 s'hi celebraven també, com a complement, les curses del Campionat del Món femení, anomenat WMX. Quan aquella categoria fou discontinuada, s'aprofità per a potenciar el mundial femení i les seves curses es tornaren a incorporar als Grans Premis de MXGP -l'antiga MX1- i MX2 (dels quals, d'altra banda, ja havien format part durant el període 2005-2010). Actualment, tots els Grans Premis de motocròs programen dues mànegues de MXGP i dues de MX2, i només alguns en programen dues més de WMX.

### Principals Grans Premis de MX2 i MX1
Els principals Grans Premis de MX2 (i MX1) que se celebraren durant l'etapa en què la categoria reina s'anomenava "MX1" varen ser aquests:
| - GP d'Alemanya de MX1 i MX2 (2004-2013) - GP de Bèlgica de MX1 i MX2 (2004-2013) - GP del Benelux de MX1 i MX2 (2004-2012) - GP del Brasil de MX1 i MX2 (2009-2013) - GP de Bulgària de MX1 i MX2 (2004-2013) | - GP d'Espanya de MX1 i MX2 (2004-2011) - GP d'Europa de MX1 i MX2 (2004-2011) - GP de França de MX1 i MX2 (2004-2013) - GP de Gran Bretanya de MX1 i MX2 (2004-2013) - GP d'Itàlia de MX1 i MX2 (2004-2013) | - GP de Letònia de MX1 i MX2 (2009-2013) - GP dels Països Baixos de MX1 i MX2 (2004-2013) - GP de Portugal de MX1 i MX2 (2004-2013) - GP de Suècia de MX1 i MX2 (2004-2013) - GP de la República Txeca de MX1 i MX2 (2004-2013) |

## Llista de campions del món
A 21 de novembre de 2024
| Edició | Any  | Campió             | Motocicleta |
| ------ | ---- | ------------------ | ----------- |
| I      | 2004 | Ben Townley        | KTM         |
| II     | 2005 | Antonio Cairoli    | Yamaha      |
| III    | 2006 | Christophe Pourcel | Kawasaki    |
| IV     | 2007 | Antonio Cairoli    | Yamaha      |
| V      | 2008 | Tyla Rattray       | KTM         |
| VI     | 2009 | Marvin Musquin     | KTM         |
| VII    | 2010 | Marvin Musquin     | KTM         |
| VIII   | 2011 | Ken Roczen         | KTM         |
| IX     | 2012 | Jeffrey Herlings   | KTM         |
| X      | 2013 | Jeffrey Herlings   | KTM         |
| XI     | 2014 | Jordi Tixier       | KTM         |
| XII    | 2015 | Tim Gajser         | Honda       |
| XIII   | 2016 | Jeffrey Herlings   | KTM         |
| XIV    | 2017 | Pauls Jonass       | KTM         |
| XV     | 2018 | Jorge Prado        | KTM         |
| XVI    | 2019 | Jorge Prado        | KTM         |
| XVII   | 2020 | Tom Vialle         | KTM         |
| XVIII  | 2021 | Maxime Renaux      | Yamaha      |
| XIX    | 2022 | Tom Vialle         | KTM         |
| XX     | 2023 | Andrea Adamo       | KTM         |
| XXI    | 2024 | Kay de Wolf        | Husqvarna   |

## Estadístiques

### Campions múltiples
| Pilot            | Títols |
| ---------------- | ------ |
| Jeffrey Herlings | 3      |
| Antonio Cairoli  | 2      |
| Tom Vialle       | 2      |
| Marvin Musquin   | 2      |
| Jorge Prado      | 2      |

### Títols per nacionalitat
| País          | Total |
| ------------- | ----- |
| França        | 7     |
| Països Baixos | 4     |
| Itàlia        | 3     |
| Espanya       | 2     |
| Eslovènia     | 1     |
| Sud-àfrica    | 1     |
| Nova Zelanda  | 1     |
| Letònia       | 1     |
| Alemanya      | 1     |
| Total         | 21    |

### Títols per marca
| Marca     | Títols |
| --------- | ------ |
| KTM       | 15     |
| Yamaha    | 3      |
| Honda     | 1      |
| Kawasaki  | 1      |
| Husqvarna | 1      |
| Total     | 21     |